# Louis von Dönhoff
Louis Friedrich Wilhelm Stanislaus Graf von Dönhoff (* 13. Januar 1799 in Potsdam; † 6. September 1877 auf Schloss Friedrichstein) war ein preußischer Generalleutnant.

## Leben

### Familie
Louis war Angehöriger des preußischen Stammes des Adelsgeschlechts von Dönhoff. Er war ein Sohn von August von Dönhoff (1763–1838), Landhofmeister des Königreichs Preußen, und dessen Ehefrau Pauline Luise Amalie, geborene Gräfin von Lehndorff (1771–1813). Er blieb unvermählt und ohne Nachkommen.

### Militärkarriere
Seine militärische Laufbahn begann Dönhoff im Mai 1815 als Dragoner im 4. Dragoner-Regiment der Preußischen Armee, wo er im selben Jahres Portepeefähnrich wurde. 1816 folgte die Beförderung zum Sekondeleutnant. Am 27. Februar 1819 wurde er in das Garde-Landwehr-Kavallerie-Regiment und am 27. Januar 1820 in das Regiment der Gardes du Corps versetzt. Als Premierleutnant war Dönhoff ab Mitte Dezember 1828 militärischer Begleiter des Herzogs Albrecht von Mecklenburg-Schwerin. 1831 wurde er schließlich Rittmeister und Kompaniechef im Regiment Gardes du Corps. 1841 wurde Dönhoff zum Major befördert und stieg 1844 zum etatmäßigen Stabsoffizier auf. Nachdem man ihm kurzzeitig vom 27. April bis zum 6. Mai 1848 mit der Führung des Garde-Husaren-Regiments beauftragt hatte, wurde er anschließend zum Regimentskommandeur ernannt. In gleicher Eigenschaft war Dönhoff ab dem 14. Dezember 1848 im Regiment der Gardes du Corps tätig. In dieser Stellung folgten am 19. November 1849 und am 22. September 1851 seine Beförderungen zum Oberstleutnant bzw. zum Oberst. Am 25. April 1854 wurde Dönhoff Kommandeur der 1. Kavallerie-Brigade und stand seit 5. Mai des Jahres à la suite des Gardes du Corps. Im Juli 1855 erfolgte die Beförderung zum Generalmajor. Am 25. Juli 1857 wurde er krankheitsbedingt auf eigenen Wunsch hin mit Pension zur Disposition gestellt.
Anlässlich der Krönungsfeierlichkeiten von Wilhelm I. erhielt Dönhoff 1861 das Komturkreuz des Königlichen Hausordens von Hohenzollern und anlässlich des Ordensfestes im Januar 1864 das Ritterkreuz II. Klasse mit Stern und Eichenlaub des Roten Adlerordens.
Während der Mobilmachung anlässlich des Deutschen Krieges 1866 wurde Dönhoff reaktiviert und als Kommandeur der stellvertretenden 1. Infanterie-Brigade verwendet. Am 3. Januar 1867 verlieh ihn der König noch den Charakter als Generalleutnant.
1850 war er Mitglied des Volkshauses des Erfurter Unionsparlaments.
Dönhoff war Rechtsritter des Johanniterordens. Er starb auf den Friedrichsteiner Gütern seiner Familie in Ostpreußen.